# Palatul Administrativ din Târgu Mureș
Palatul Administrativ (inițial Primăria Orașului Liber Regal Târgu Mureș, în maghiară Közigazgatási Palota, inițial Városháza) este un edificiu construit între anii 1905-1907, din inițiativa primarului György Bernády, drept sediu pentru primăria Târgu Mureș. A fost prima clădire menită să ofere la începutul secolului al XX-lea un aspect nou centrului orașului, caracterisic fiindu-i stilul secession. 

## Istoric
Primarul György Bernády iși făcuse cunoscută intenția de a construi o clădire nouă pentru Primărie încă în 1903. Însă în urma unor dezbateri prelungite, proiectul a fost aprobat de abia la 16 mai 1905, când a fost anunțat concursul pentru proiectele de arhitectură. Caietul de sarcini număra cerințe specifice pentru un edificiu public. Se dorea o clădire impunătoare, modernă, dar totuși sobră, potrivită funcției de reprezentare pe care trebuia să o indeplinească. Terenul trebuia folosit căt mai eficient posibil, iar costurile de construcție să se încadreze în anumite limite.
La 25 mai 1905 au fost analizate cele 14 proiecte primite, dintre care Primăria a decis să cumpere cinci. Câștigători au fost declarați arhitecții Marcell Komor și Dezső Jakab, dar comisia le-a cerut să folosească și părți din celelalte patru proiecte cumpărate. Antrepriza a fost asigurată de inginerul Lajos Csiszár. Contractul a fost în valoare de 437.000 de coroane, însă la încheierea plăților, în 1908, costurile ajunseseră la 700.000 de coroane aur.
Din 1962 până în prezent clădirea este sediul administrativ al Consiliului Județean Mureș și al Prefecturii Mureș (până în 1989 Comitetul județean al PCR).

## Descriere
Palatul se remarcă și prin turnul înalt de 60 m, construit inițial drept foișor de foc al orașului. Arhitectura holului cu plafonul boltit în neogotic și sprijinit pe coloane din marmură sculptate, cu vitralii în culori pastelate, e asemănătoare celei a Sălii cavalerilor din Castelul de la Hunedoara. În turnul palatului există un orologiu care are cadrane pe toate cele patru laturi ale turnului, iar bătăile de clopot ale acestuia pot fi auzite din sfert în sfert de oră.

### Vitralii
Cele mai valoroase compoziții în vitralii au fost inițial amplasate în Sala Mare din clădire și prezintă preponderent personalități istorice, după cum urmează: Francisc Rákóczi al II-lea, Gabriel Bethlen, Franz Joseph I, Lajos Kossuth, Ferenc Deák, Stema cu îngerii. Momentan ele pot fi admirate în cadrule expoziției permanente Secession din Palatul Culturii.

Vitraliile amplasate inițial în Palatul Administrativ
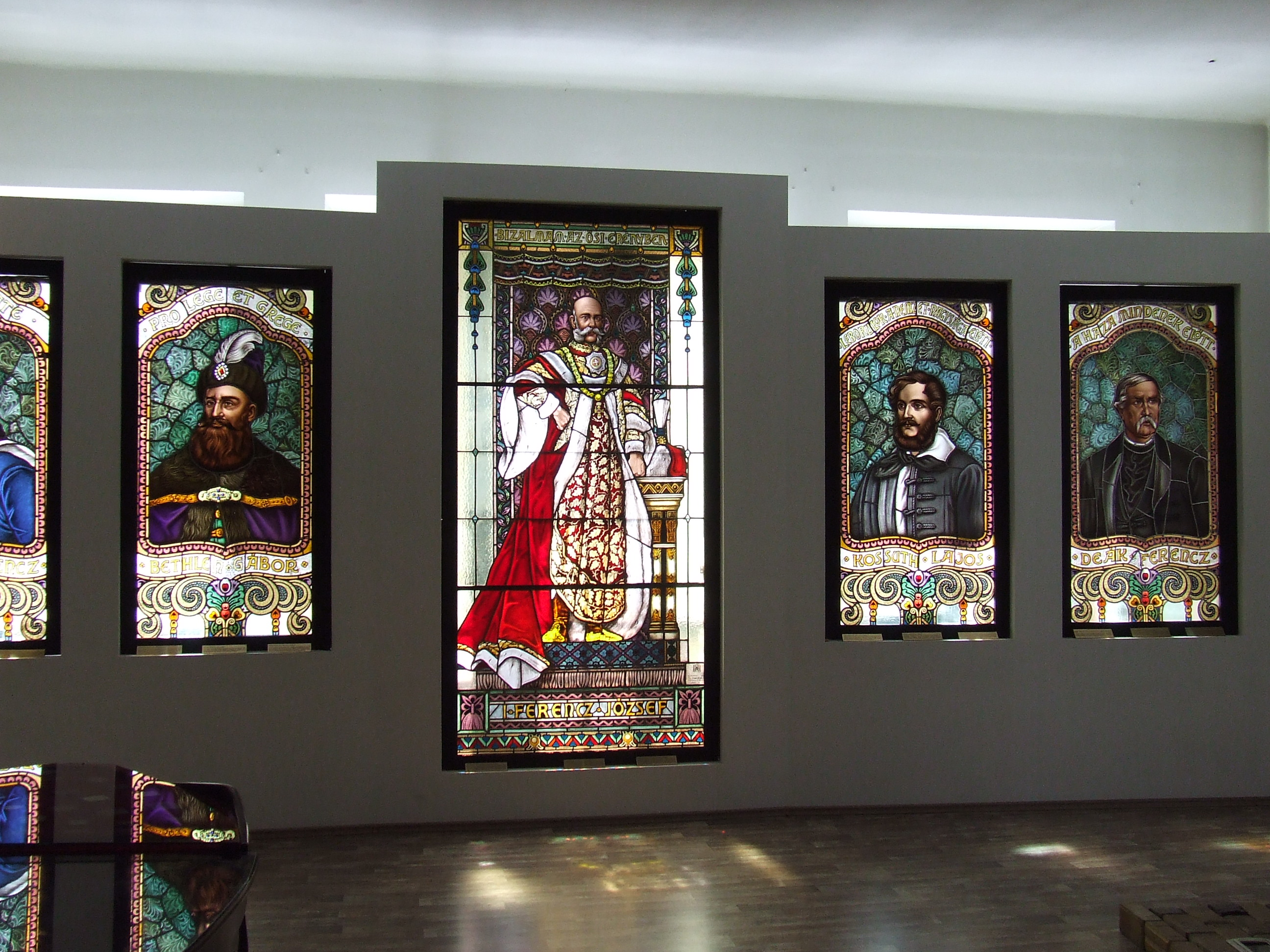
Personalități
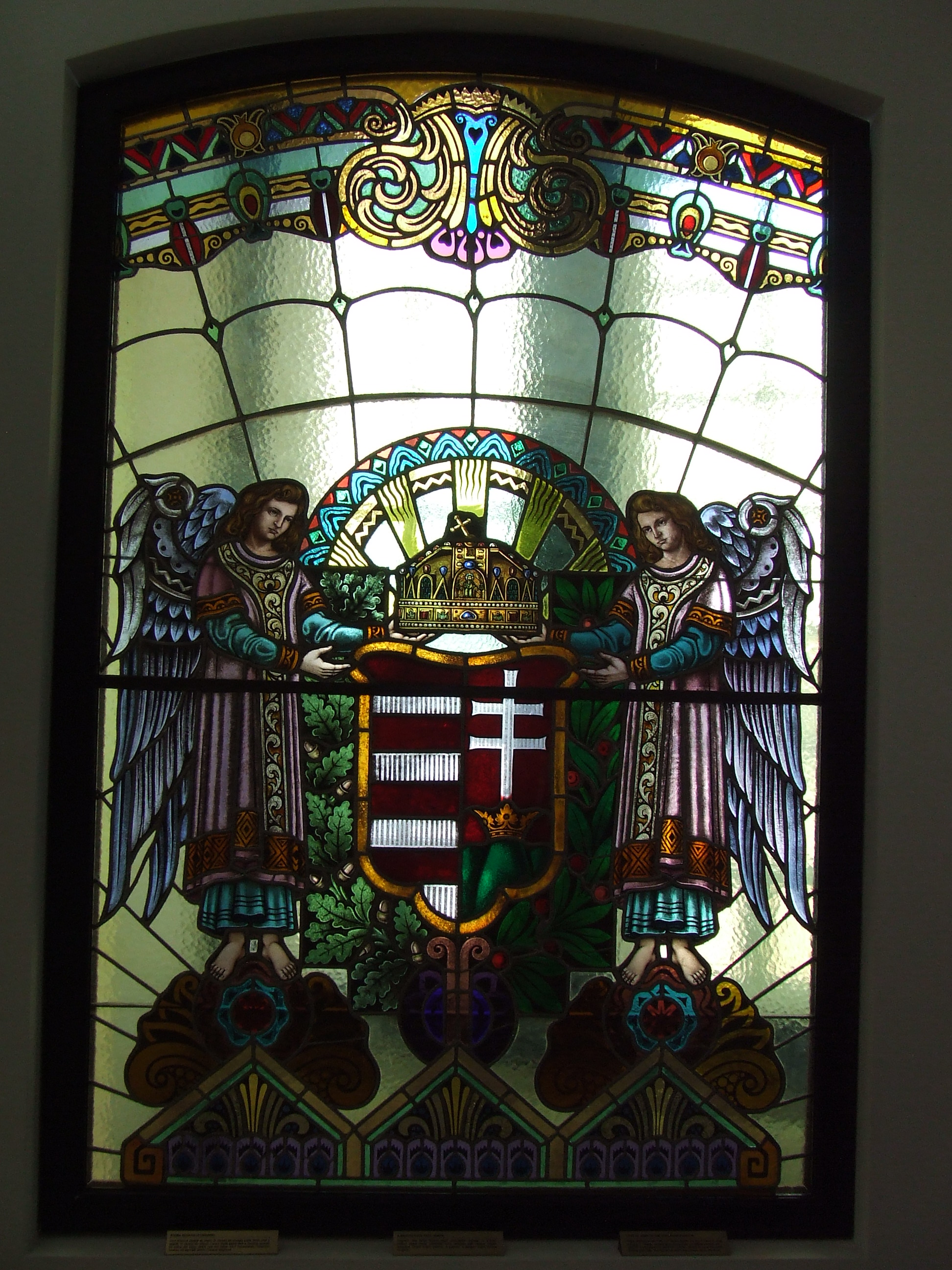
Stema cu îngerii

## Galerie de imagini

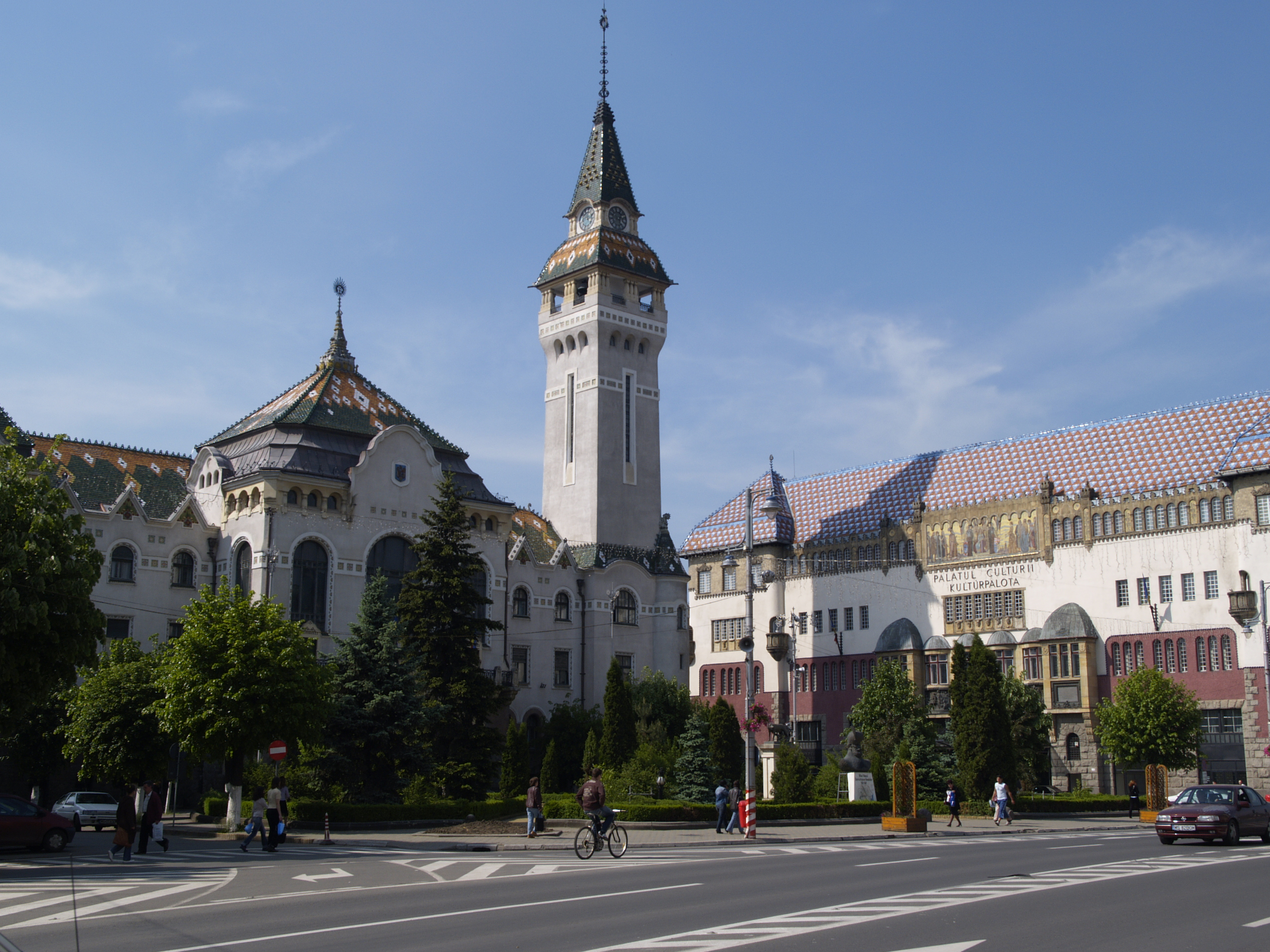
Ansamblul secesion
PAX - Panou decorativ din Sala de onoare a Prefecturii
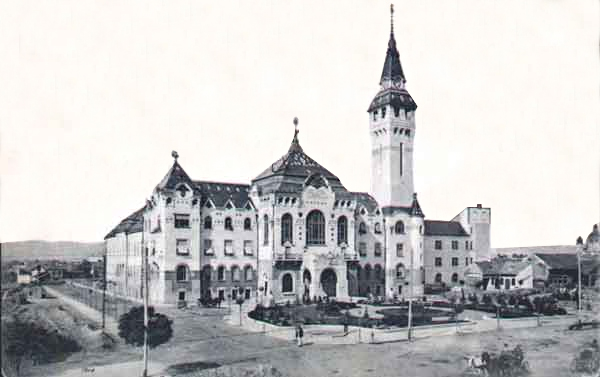
Imagine din 1911